# Anne Kyllönen
Pour les articles homonymes, voir Kyllönen.
Anne Kyllönen, née le 30 novembre 1987 à Kajaani, est une fondeuse finlandaise.

## Biographie
Au Festival olympique de la jeunesse européenne 2005 à Monthey, elle est troisième du cinq kilomètres classique. Sa prochaine compétition majeure est le championnat du monde junior en 2007 à Tarvisio.
Elle fait ses débuts en Coupe du monde en décembre 2007 à Kuusamo (34e du sprint).
Aux Championnats du monde des moins de 23 ans, ses meilleurs résultats sont sixième du sprint en 2009 et quatrième du dix kilomètres classique en 2010. En mars 2010, elle marque ses premiers points pour le classement général de Coupe du monde avec une treizième place au sprint classique de Drammen. L'hiver suivant, elle pénètre régulièrement le top trente en Coupe du monde, y compris dans des courses de distance. En 2011-2012, elle passe  nouveau cap, devenant finaliste à deux reprises dans des sprints : cinquième à Kuusamo et à Milan.
En décembre 2012, elle obtient ses deux premiers podiums en Coupe du monde à Canmore sur le dix kilomètres classique et le skiathlon, devancée dans les deux cas par la championne Justyna Kowalczyk.
Elle confirme ces résultats aussi en sprint, décrochant deux podiums en 2013 à Davos et Asiago. En 2016, elle arrive troisième du trente kilomètres classique d'Holmenkollen. Son dernier podium individuel (son neuvième) date du Tour de ski 2016-2017, où elle est deuxième du dix kilomètres classique à Val di Fiemme, ce qui l'aide à finir septième du tour. Elle connaît la victoire seulement en sprint par équipes, en février 2013 à Sotchi, avec Mona-Lisa Malvalehto et en décembre 2013 avec Aino-Kaisa Saarinen.
Aux Jeux olympiques d'hiver de 2014, à Sotchi, elle est médaillée d'argent en relais avec Aino-Kaisa Saarinen, Kerttu Niskanen et Krista Lähteenmäki, qui arrive juste derrière la Suède. Elle y est aussi 31e du skiathlon, 16e du sprint libre et 13e du dix kilomètres classique.
Son meilleur résultat individuel en championnat du monde est onzième du skiathlon en 2017 à Lahti, tandis que son meilleur résultat en relais date de 2013, avec une cinquième place.

## Palmarès

### Jeux olympiques
| Épreuve / Édition | Sprint | Sprint                           | 10 km                            | 10 km     | Skiathlon 2 × 7,5 km | 30 km | Relais | Relais                             |
| Épreuve / Édition | libre  | classique                        | libre                            | classique | Skiathlon 2 × 7,5 km | 30 km | Sprint | 4 × 5 km                           |
| JO 2014 Sotchi    | 16e    | Épreuve inexistante à cette date | Épreuve inexistante à cette date | 13e       | 31e                  |       | —      | Médaille d'argent, Jeux olympiques |

Légende :
- : deuxième place, médaille d'argent
- : pas d'épreuve
- — : non disputée par Kyllönen

### Championnats du monde
| Épreuve / Édition           | Sprint                           | Sprint                           | 10 km                            | 10 km                            | Poursuite / Skiathlon 2 × 7,5 km | 30 km | Relais | Relais   |
| Épreuve / Édition           | libre                            | classique                        | libre                            | classique                        | Poursuite / Skiathlon 2 × 7,5 km | 30 km | Sprint | 4 × 5 km |
| Mondiaux 2011 Oslo          | 33e                              | Épreuve inexistante à cette date | Épreuve inexistante à cette date | —                                | —                                | —     | —      | —        |
| Mondiaux 2013 Val di Fiemme | Épreuve inexistante à cette date | 26e                              | —                                | Épreuve inexistante à cette date | —                                | 17e   | 8e     | 5e       |
| Mondiaux 2015 Falun         | Épreuve inexistante à cette date | 20e                              | —                                | Épreuve inexistante à cette date | —                                | 21e   | 10e    | —        |
| Mondiaux 2017 Lahti         | -                                | Épreuve inexistante à cette date | Épreuve inexistante à cette date | 37e                              | 11e                              | —     | —      | —        |
| Mondiaux 2019 Seefeld       | 33e                              | Épreuve inexistante à cette date | Épreuve inexistante à cette date | —                                | —                                | —     | 7e     | —        |
| Mondiaux 2021 Oberstdorf    | Épreuve inexistante à cette date | 37e                              | 40e                              | Épreuve inexistante à cette date | —                                | -     | -      | —        |

Légende :
- : pas d'épreuve
- — : non disputée par Kyllönen

### Coupe du monde
- Meilleur classement général : 7e en 2013.
- 11 podiums : 
  - 5 podiums en épreuve individuelle : 3 deuxièmes places et 2 troisièmes places.
  - 7 podiums en épreuve par équipes : 2 victoires, 3 deuxièmes places et 2 troisièmes places.

#### Tour de ski
- Meilleur résultat final : 6e en 2014.
- 4 podiums d'étapes.

#### Classements détaillés
| Saison / Épreuve | Saison / Épreuve | Général | Général | Distance | Distance | Sprint | Sprint |         | Tour de ski depuis 2007          | Finales depuis 2008              | Nordic Opening depuis 2011 |
| Saison / Épreuve | Saison / Épreuve | Class.  | Points  | Class.   | Points   | Class. | Points |         | Tour de ski depuis 2007          | Finales depuis 2008              | Nordic Opening depuis 2011 |
| ---------------- | ---------------- | ------- | ------- | -------- | -------- | ------ | ------ | ------- | -------------------------------- | -------------------------------- | -------------------------- |
| 2010             | 2010             | 90e     | 20      | -        | -        | 64e    | 20     | -       | -                                | Épreuve inexistante à cette date |                            |
| 2011             | 2011             | 44e     | 130     | 42e      | 46       | 25e    | 84     | -       | 34e                              | -                                |                            |
| 2012             | 2012             | 21e     | 487     | 25e      | 137      | 9e     | 256    | 21e     | 20e                              | 15e                              |                            |
| 2013             | 2013             | 7e      | 987     | 5e       | 499      | 5e     | 260    | 9e      | 8e                               | 11e                              |                            |
| 2014             | 2014             | 11e     | 641     | 13e      | 236      | 10e    | 197    | 6e      | 23e                              | 15e                              |                            |
| 2015             | 2015             | 20e     | 322     | 25e      | 149      | 23e    | 101    | -       | Épreuve inexistante à cette date | 31e                              |                            |
| 2016             | 2016             | 10e     | 1025    | 7e       | 602      | 20e    | 131    | 7e      | Épreuve inexistante à cette date | 21e                              |                            |
| 2017             | 2017             | 14e     | 483     | 16e      | 278      | 47e    | 27     | 7e      | 27e                              | 16e                              |                            |
| 2018             | 2018             | 63e     | 57      | 47e      | 48       | 65e    | 9      | Abandon | Abandon                          | 34e                              |                            |
| 2019             | 2019             | 67e     | 53      | 47e      | 53       | -      | -      | Abandon | 37e                              | -                                |                            |
| 2020             | 2020             | 21e     | 416     | 19e      | 203      | 23e    | 97     | 13e     | 19e (Ski Tour)                   | 37e                              |                            |
| 2021             | 2021             | 89e     | 16      | 67e      | 9        | 73e    | 7      | -       | -                                | 47e                              |                            |

### Championnats du monde junior
| Épreuve / Édition      | Sprint                           | Sprint    | 5 km  | 5 km                             | Poursuite 2 × 5 km | Relais                           |
| Épreuve / Édition      | libre                            | classique | libre | classique                        | Poursuite 2 × 5 km | Relais                           |
| Mondiaux 2007 Tarvisio | Épreuve inexistante à cette date | 14e       | 30e   | Épreuve inexistante à cette date | 26e                | Épreuve inexistante à cette date |

### Festival olympique de la jeunesse européenne
- Monthey 2005 :
  -  Médaille de bronze sur le cinq kilomètres classique.

### Coupe de Scandinavie
- 10e du classement général en 2010.
- 2 podiums, dont 1 victoire.

### Championnats de Finlande
- Championne sur le sprint classique en 2010, 2012 et 2015.
- Championne sur le trente kilomètres classique en 2012 et 2016.
- Championne sur le cinq kilomètres classique en 2013.
- Championne sur le dix kilomètres classique en 2014.
- Championne sur le sprint libre en 2014, 2016, 2017 et 2020.